# XXIII Corpo de Exército (Alemanha)
O XXIII Corpo de Exército (em alemão: XXIII. Armeekorps) foi um Corpo de Exército da Alemanha na Segunda Guerra Mundial. Foi formado no dia 24 de novembro de 1938 em Bonn, em Wehrkreis VI.

## Comandantes
| Comandante                                        | Data                                           |
| ------------------------------------------------- | ---------------------------------------------- |
| General der Infanterie Erich Raschick             | 24 de novembro de 1938 - 21 de outubro de 1939 |
| General der Infanterie Albrecht Schubert          | 26 de outubro de 1939 - 25 de julho de 1942    |
| Generaloberst Carl Hilpert                        | 25 de julho de 1942 - 19 de janeiro de 1943    |
| Generaloberst Johannes Frießner                   | 19 de janeiro de 1943 - 7 de dezembro de 1943  |
| General der Panzertruppen Hans Freiherr von Funck | 7 de dezembro de 1943 - 2 de fevereiro de 1944 |
| General der Pionere Otto Tiemann                  | 2 de fevereiro de 1944 - 12 de outubro de 1944 |
| General der Infanterie Walter Melzer              | 12 de outubro de 1944 - 8 de maio de 1945      |

## Chef des Stabes
| Generalmajor Erich Brandenberger                                          | 1939 - 15. Februar 1941                        |
| Oberst i.G. Anton Reichard Freiherr von Mauchenheim genannt Bechtoldsheim | 15 de fevereiro de 1941 - 1 de outubro de 1941 |
| Generalmajor Ludwig Müller                                                | 1 de outubro de 1941 - 19 de março de 1942     |
| Oberstleutnant i.G. Walter Reinhard                                       | 20 de março de 1942 - 14 de maio de 1942       |
| Oberst i.G. Siegfried Rasp                                                | 15 de maio de 1942 - julho de 1943             |
| Oberst i.G. Heinz Langmann                                                | julho de 1943 - 10 de junho de 1944            |
| Oberst i.G. Gerhard Reimpel                                               | junho de 1944 - 1945                           |

## Oficiais de Operações (Ia)
| Oberstleutnant i.G. Otto von Kries | 1 de março de 1939 - 9 de dezembro de 1940 |
| Major i.G. Adolf Schneider-Wentrup | 21 de junho de 1941 - setembro de 1941     |
| Hauptmann i.G. Dietrich Lemcke     | setembro de 1941 - setembro de 1943        |
| Oberstleutnant i.G. Werner Reerink | setembro de 1943 - (10 de junho de 1944)   |
| Major i.G. Siegfried Schulz        | junho de 1944 - 1945                       |
| Major i.G. Jung                    | 1945 - 1945                                |

## Área de Operações
| Frente Ocidental               | setembro de 1939 - junho de 1941 |
| Frente Oriental, setor central | junho de 1941 - maio de 1945     |

## Serviço de Guerra
| Data              | Exército           | Grupo de Exército | Lugar                      |
| ----------------- | ------------------ | ----------------- | -------------------------- |
| setembro de 1939  | 5º Exército        | C                 | Eifel                      |
| outubro de 1939   | 6º Exército        | B                 | Eifel                      |
| dezembro de 1939  | 16º Exército       | A                 | Trier                      |
| janeiro de 1940   | 16º Exército       | A                 | Trier, Verdun              |
| junho de 1940     | 12º Exército       | A                 | Champagne                  |
| julho de 1940     | 9º Exército        | A                 | Nordfrankreich             |
| agosto de 1940    | 16º Exército       | A                 | Niederlande                |
| janeiro de 1941   | 16º Exército       | A                 | Niederlande                |
| maio de 1941      | 15º Exército       | D                 | Kanalküste                 |
| junho de 1941     | 16º Exército       | Nord              | Ostpreußen, Kowno          |
| julho de 1941     | z. Vfg.            | Nord              |                            |
| agosto de 1941    | 9º Exército        | Mitte             | Smolensk, Wjasma, Rshew    |
| janeiro de 1942   | 9º Exército        | Mitte             | Rshew                      |
| janeiro de 1943   | 9º Exército        | Mitte             | Rshew                      |
| abril de 1943     | z. Vfg.            | Mitte             |                            |
| maio de 1943      | 2º Exército Panzer | Mitte             | Orel                       |
| julho de 1943     | 9º Exército        | Mitte             | Orel                       |
| agosto de 1943    | 2º Exército Panzer | Mitte             | Orel                       |
| setembro de 1943  | 9º Exército        | Mitte             | Brjansk, Mogilew, Bobruisk |
| janeiro de 1944   | 2º Exército        | Mitte             | Orscha                     |
| fevereiro de 1944 | 2º Exército        | Mitte             | Brest-Litowsk, Narew       |
| janeiro de 1945   | 2º Exército        | Mitte             | Narew                      |
| fevereiro de 1945 | 2º Exército        | Weichsel          | Prússia Oriental           |
| abril de 1945     | AOK Ostpreußen     | OKH               | Prússia Oriental           |

## Organização
1 de setembro de 1939
- 26ª Divisão de Infantaria
- 86ª Divisão de Infantaria
- 227ª Divisão de Infantaria

16 de junho de 1940
- 73ª Divisão de Infantaria
- 86ª Divisão de Infantaria
- 82ª Divisão de Infantaria

29 de julho de 1941
- 206ª Divisão de Infantaria
- 110ª Divisão de Infantaria
- 86ª Divisão de Infantaria

22 de agosto de 1941
- 86ª Divisão de Infantaria
- 251ª Divisão de Infantaria
- 253ª Divisão de Infantaria

2 de outubro de 1941
- 251ª Divisão de Infantaria
- 102ª Divisão de Infantaria
- 256ª Divisão de Infantaria
- 206ª Divisão de Infantaria

11 de outubro de 1941
- 206ª Divisão de Infantaria
- 102ª Divisão de Infantaria
- 251ª Divisão de Infantaria
- 256ª Divisão de Infantaria

17 de novembro de 1941
- 206ª Divisão de Infantaria
- 102ª Divisão de Infantaria
- 251ª Divisão de Infantaria
- 256ª Divisão de Infantaria
- 253ª Divisão de Infantaria

28 de dezembro de 1941
- 206ª Divisão de Infantaria
- 102ª Divisão de Infantaria
- 256ª Divisão de Infantaria
- 253ª Divisão de Infantaria

11 de janeiro de 1942
- 206ª Divisão de Infantaria
- 102ª Divisão de Infantaria

18 de fevereiro de 1942
- 206ª Divisão de Infantaria
- 102ª Divisão de Infantaria
- 253ª Divisão de Infantaria

13 de abril de 1942
- 102ª Divisão de Infantaria
- 253ª Divisão de Infantaria
- 110ª Divisão de Infantaria

10 de maio de 1942
- 102ª Divisão de Infantaria
- 253ª Divisão de Infantaria
- 110ª Divisão de Infantaria
- 129ª Divisão de Infantaria

16 de junho de 1942
- 102ª Divisão de Infantaria
- 253ª Divisão de Infantaria
- 110ª Divisão de Infantaria
- 129ª Divisão de Infantaria
- 1ª Divisão Panzer

1 de julho de 1942
- 110ª Divisão de Infantaria
- 129ª Divisão de Infantaria
- 102ª Divisão de Infantaria
- 1ª Divisão Panzer
- 5ª Divisão Panzer

8 de agosto de 1942
- 253ª Divisão de Infantaria
- 110ª Divisão de Infantaria
- 86ª Divisão de Infantaria
- 246ª Divisão de Infantaria
- 197ª Divisão de Infantaria
- 129ª Divisão de Infantaria

22 de agosto de 1942
- 253ª Divisão de Infantaria
- 110ª Divisão de Infantaria
- 86ª Divisão de Infantaria
- 246ª Divisão de Infantaria
- 197ª Divisão de Infantaria

19 de outubro de 1942
- 253ª Divisão de Infantaria
- 110ª Divisão de Infantaria
- 86ª Divisão de Infantaria
- 246ª Divisão de Infantaria
- 206ª Divisão de Infantaria
- Divisão de Infantaria Großdeutschland (Reserva do OKH)

8 de novembro de 1942
- 253ª Divisão de Infantaria
- 110ª Divisão de Infantaria
- 206ª Divisão de Infantaria
- Divisão de Infantaria Großdeutschland (Reserva do OKH)

22 de dezembro de 1942
- 206ª Divisão de Infantaria
- 12ª Divisão Panzer
- 253ª Divisão de Infantaria
- 1/2 da 110ª Divisão de Infantaria
- Maior parte da Divisão de Infantaria Großdeutschland
- Maior parte da 86ª Divisão de Infantaria
- Parte da 1ª Divisão Panzer

12 de janeiro de 1943
- 12ª Divisão Panzer
- 253ª Divisão de Infantaria
- 110ª Divisão de Infantaria
- 86ª Divisão de Infantaria
- 20ª Divisão Panzer

4 de fevereiro de 1943
- 253ª Divisão de Infantaria
- 110ª Divisão de Infantaria
- 86ª Divisão de Infantaria

7 de julho de 1943
- 78. Sturm-Division
- 216ª Divisão de Infantaria
- 383ª Divisão de Infantaria
- 1/3 da 36ª Divisão de Infantaria

18 de agosto de 1943
- 134ª Divisão de Infantaria
- 183ª Divisão de Infantaria
- 95ª Divisão de Infantaria
- 707. Sicherungs-Division

3 de outubro de 1943
- 383ª Divisão de Infantaria
- 253ª Divisão de Infantaria
- 296ª Divisão de Infantaria
- 134ª Divisão de Infantaria
- 20ª Divisão Panzer

3 de novembro de 1943
- 383ª Divisão de Infantaria
- 253ª Divisão de Infantaria
- 296ª Divisão de Infantaria

21 de novembro de 1943
- 383ª Divisão de Infantaria
- 253ª Divisão de Infantaria
- 296ª Divisão de Infantaria

10 de dezembro de 1943
- 267ª Divisão de Infantaria
- 95ª Divisão de Infantaria
- 260ª Divisão de Infantaria
- 56ª Divisão de Infantaria
- 131ª Divisão de Infantaria

26 de dezembro de 1943
- 267ª Divisão de Infantaria
- Parte da 110ª Divisão de Infantaria
- 95ª Divisão de Infantaria
- 260ª Divisão de Infantaria

16 de setembro de 1944
- 211ª Divisão de Infantaria
- 6ª Divisão Panzer
- 541. Grenadier-Division
- 292ª Divisão de Infantaria

26 de novembro de 1944
- 5. Jäger-Division
- 7ª Divisão de Infantaria
- 299ª Divisão de Infantaria
- 541. Volks-Grenadier-Division

1 de março de 1945
- 542. Volks-Grenadier-Division
- 232ª Divisão de Infantaria
- 35ª Divisão de Infantaria
- 357ª Divisão de Infantaria
- 83ª Divisão de Infantaria
- 23ª Divisão de Infantaria